# Jennifer Capriati
Jennifer Capriati (New York, 1976. március 29. –) egykori világelső, olimpiai bajnok visszavonult amerikai teniszezőnő.
1990-ben kezdte profi pályafutását. Két alkalommal nyert Australian Opent és egyszer Roland Garrost, tizennégy WTA-tornát nyert, ezen túl a barcelonai olimpián aranyérmes volt egyesben. Pályafutása során összesen tizenhét hetet töltött a világranglista élén. 2012. április 13-án beválasztották az International Tennis Hall of Fame tagjai közé.
Két alkalommal részesült Laureus-díjban: 2001-ben "Az év visszatérője", 2002-ben "Az év női sportolója" kategóriában.

## Év végi világranglista-helyezései
| Év       | 1990 | 1991 | 1992 | 1993 | 1996 | 1997 | 1998 | 1999 | 2000 | 2001 | 2002 | 2003 | 2004 |
| Helyezés | 8.   | 6.   | 7.   | 9.   | 24.  | 66.  | 101. | 23.  | 14.  | 2.   | 3.   | 6.   | 10.  |